# 2010-es Formula–1 török nagydíj
A török nagydíj volt a 2010-es Formula–1 világbajnokság hetedik futama, amelyet 2010. május 28. és május 30. között rendeztek meg a törökországi Isztambul Parkban, Isztambulban.

## Szabadedzések

### Első szabadedzés
A török nagydíj első szabadedzését május 28-án, pénteken tartották, közép-európai idő szerint 09:00 és 10:30 óra között.
| Helyezés | Versenyző          | Csapat/Motor         | Elért idő | Különbség | Futott kör |
| -------- | ------------------ | -------------------- | --------- | --------- | ---------- |
| 1        | Lewis Hamilton     | McLaren-Mercedes     | 1:28,653  | −         | 20         |
| 2        | Jenson Button      | McLaren-Mercedes     | 1:29,615  | + 0,962   | 21         |
| 3        | Michael Schumacher | Mercedes             | 1:29,750  | + 1,097   | 24         |
| 4        | Nico Rosberg       | Mercedes             | 1:29,855  | + 1,202   | 25         |
| 5        | Sebastian Vettel   | Red Bull-Renault     | 1:29,867  | + 1,214   | 30         |
| 6        | Robert Kubica      | Renault              | 1:30,061  | + 1,408   | 23         |
| 7        | Vitalij Petrov     | Renault              | 1:30,065  | + 1,412   | 24         |
| 8        | Mark Webber        | Red Bull-Renault     | 1:30,097  | + 1,444   | 26         |
| 9        | Fernando Alonso    | Ferrari              | 1:30,294  | + 1,641   | 20         |
| 10       | Adrian Sutil       | Force India-Mercedes | 1:30,501  | + 1,848   | 17         |
| 11       | Kobajasi Kamui     | Sauber-Ferrari       | 1:30,615  | + 1,962   | 20         |
| 12       | Vitantonio Liuzzi  | Force India-Mercedes | 1:30,853  | + 2,200   | 21         |
| 13       | Felipe Massa       | Ferrari              | 1:30,867  | + 2,214   | 22         |
| 14       | Sébastien Buemi    | Toro Rosso-Ferrari   | 1:31,011  | + 2,358   | 24         |
| 15       | Pedro de la Rosa   | Sauber-Ferrari       | 1:31,238  | + 2,585   | 18         |
| 16       | Nico Hülkenberg    | Williams-Cosworth    | 1:31,355  | + 2,702   | 23         |
| 17       | Rubens Barrichello | Williams-Cosworth    | 1:31,464  | + 2,811   | 19         |
| 18       | Jaime Alguersuari  | Toro Rosso-Ferrari   | 1:31,735  | + 3,082   | 27         |
| 19       | Heikki Kovalainen  | Lotus-Cosworth       | 1:32,161  | + 3,508   | 24         |
| 20       | Jarno Trulli       | Lotus-Cosworth       | 1:32,990  | + 4,337   | 23         |
| 21       | Karun Chandhok     | HRT-Cosworth         | 1:34,876  | + 6,223   | 13         |
| 22       | Lucas di Grassi    | Virgin-Cosworth      | 1:35,137  | + 6,484   | 21         |
| 23       | Timo Glock         | Virgin-Cosworth      | 1:35,583  | + 6,930   | 15         |
| 24       | Jamamoto Szakon    | HRT-Cosworth         | 1:36,137  | + 7,484   | 26         |

### Második szabadedzés
A török nagydíj második szabadedzését május 28-án, pénteken délután tartották.
| Helyezés | Versenyző          | Csapat/Motor         | Elért idő | Különbség | Futott kör |
| -------- | ------------------ | -------------------- | --------- | --------- | ---------- |
| 1        | Jenson Button      | McLaren-Mercedes     | 1:28,280  | −         | 30         |
| 2        | Mark Webber        | Red Bull-Renault     | 1:28,378  | + 0,098   | 24         |
| 3        | Sebastian Vettel   | Red Bull-Renault     | 1:28,590  | + 0,310   | 27         |
| 4        | Lewis Hamilton     | McLaren-Mercedes     | 1:28,672  | + 0,392   | 32         |
| 5        | Fernando Alonso    | Ferrari              | 1:28,725  | + 0,445   | 30         |
| 6        | Nico Rosberg       | Mercedes             | 1:28,914  | + 0,634   | 22         |
| 7        | Michael Schumacher | Mercedes             | 1:28,974  | + 0,694   | 22         |
| 8        | Robert Kubica      | Renault              | 1:29,225  | + 0,945   | 34         |
| 9        | Vitalij Petrov     | Renault              | 1:29,501  | + 1,221   | 36         |
| 10       | Felipe Massa       | Ferrari              | 1:29,620  | + 1,340   | 26         |
| 11       | Adrian Sutil       | Force India-Mercedes | 1:29,629  | + 1,349   | 16         |
| 12       | Nico Hülkenberg    | Williams-Cosworth    | 1:29,987  | + 1,707   | 17         |
| 13       | Kobajasi Kamui     | Sauber-Ferrari       | 1:30,053  | + 1,773   | 34         |
| 14       | Pedro de la Rosa   | Sauber-Ferrari       | 1:30,176  | + 1,896   | 34         |
| 15       | Sébastien Buemi    | Toro Rosso-Ferrari   | 1:30,386  | + 2,106   | 32         |
| 16       | Vitantonio Liuzzi  | Force India-Mercedes | 1:30,627  | + 2,347   | 28         |
| 17       | Rubens Barrichello | Williams-Cosworth    | 1:30,766  | + 2,486   | 32         |
| 18       | Jaime Alguersuari  | Toro Rosso-Ferrari   | 1:30,933  | + 2,653   | 37         |
| 19       | Heikki Kovalainen  | Lotus-Cosworth       | 1:31,610  | + 3,330   | 37         |
| 20       | Lucas di Grassi    | Virgin-Cosworth      | 1:33,013  | + 4,733   | 28         |
| 21       | Jarno Trulli       | Lotus-Cosworth       | 1:33,081  | + 4,801   | 11         |
| 22       | Timo Glock         | Virgin-Cosworth      | 1:33,312  | + 5,032   | 29         |
| 23       | Bruno Senna        | HRT-Cosworth         | 1:33,420  | + 5,140   | 35         |
| 24       | Karun Chandhok     | HRT-Cosworth         | 1:33,740  | + 5,460   | 25         |

### Harmadik szabadedzés
A török nagydíj harmadik szabadedzését május 29-én, szombaton délelőtt tartották.
| Helyezés | Versenyző          | Csapat/Motor         | Elért idő | Különbség | Futott kör |
| -------- | ------------------ | -------------------- | --------- | --------- | ---------- |
| 1        | Sebastian Vettel   | Red Bull-Renault     | 1:27,086  | −         | 18         |
| 2        | Nico Rosberg       | Mercedes             | 1:27,359  | + 0,273   | 16         |
| 3        | Lewis Hamilton     | McLaren-Mercedes     | 1:27,396  | + 0,310   | 14         |
| 4        | Mark Webber        | Red Bull-Renault     | 1:27,553  | + 0,467   | 15         |
| 5        | Robert Kubica      | Renault              | 1:27,784  | + 0,698   | 20         |
| 6        | Fernando Alonso    | Ferrari              | 1:27,861  | + 0,775   | 18         |
| 7        | Michael Schumacher | Mercedes             | 1:27,879  | + 0,793   | 16         |
| 8        | Jenson Button      | McLaren-Mercedes     | 1:27,963  | + 0,877   | 17         |
| 9        | Felipe Massa       | Ferrari              | 1:27,969  | + 0,883   | 20         |
| 10       | Vitalij Petrov     | Renault              | 1:28,344  | + 1,258   | 18         |
| 11       | Sébastien Buemi    | Toro Rosso-Ferrari   | 1:28,610  | + 1,524   | 22         |
| 12       | Pedro de la Rosa   | Sauber-Ferrari       | 1:28,652  | + 1,566   | 21         |
| 13       | Jaime Alguersuari  | Toro Rosso-Ferrari   | 1:28,734  | + 1,648   | 21         |
| 14       | Kobajasi Kamui     | Sauber-Ferrari       | 1:29,036  | + 1,950   | 20         |
| 15       | Nico Hülkenberg    | Williams-Cosworth    | 1:29,044  | + 1,958   | 18         |
| 16       | Vitantonio Liuzzi  | Force India-Mercedes | 1:29,211  | + 2,125   | 15         |
| 17       | Rubens Barrichello | Williams-Cosworth    | 1:29,305  | + 2,219   | 14         |
| 18       | Jarno Trulli       | Lotus-Cosworth       | 1:30,618  | + 3,532   | 19         |
| 19       | Heikki Kovalainen  | Lotus-Cosworth       | 1:30,884  | + 3,798   | 22         |
| 20       | Timo Glock         | Virgin-Cosworth      | 1:31,341  | + 4,255   | 21         |
| 21       | Lucas di Grassi    | Virgin-Cosworth      | 1:32,180  | + 5,094   | 16         |
| 22       | Bruno Senna        | HRT-Cosworth         | 1:32,230  | + 5,144   | 22         |
| 23       | Karun Chandhok     | HRT-Cosworth         | 1:32,762  | + 5,676   | 19         |
| 24       | Adrian Sutil       | Force India-Mercedes |           |           | 1          |

## Időmérő edzés
A török nagydíj időmérő edzését május 29-én, szombaton futották.
| Helyezés | Versenyző          | Csapat/Motor         | 1. rész  | 2. rész  | 3. rész  |
| -------- | ------------------ | -------------------- | -------- | -------- | -------- |
| 1        | Mark Webber        | Red Bull-Renault     | 1:27.500 | 1:26.818 | 1:26.295 |
| 2        | Lewis Hamilton     | McLaren-Mercedes     | 1:27.667 | 1:27.013 | 1:26.433 |
| 3        | Sebastian Vettel   | Red Bull-Renault     | 1:27.067 | 1:26.729 | 1:26.760 |
| 4        | Jenson Button      | McLaren-Mercedes     | 1:27.555 | 1:27.277 | 1:26.781 |
| 5        | Michael Schumacher | Mercedes             | 1:27.756 | 1:27.438 | 1:26.857 |
| 6        | Nico Rosberg       | Mercedes             | 1:27.649 | 1:27.141 | 1:26.952 |
| 7        | Robert Kubica      | Renault              | 1:27.766 | 1:27.426 | 1:27.039 |
| 8        | Felipe Massa       | Ferrari              | 1:27.993 | 1:27.200 | 1:27.082 |
| 9        | Vitalij Petrov     | Renault              | 1:27.620 | 1:27.387 | 1:27.430 |
| 10       | Kobajasi Kamui     | Sauber-Ferrari       | 1:28.158 | 1:27.434 | 1:28.122 |
| 11       | Adrian Sutil       | Force India-Mercedes | 1:27.951 | 1:27.525 |          |
| 12       | Fernando Alonso    | Ferrari              | 1:27.857 | 1:27.612 |          |
| 13       | Pedro de la Rosa   | Sauber-Ferrari       | 1:28.147 | 1:27.879 |          |
| 14       | Sébastien Buemi    | Toro Rosso-Ferrari   | 1:28.534 | 1:28.273 |          |
| 15       | Rubens Barrichello | Williams-Cosworth    | 1:28.336 | 1:28.392 |          |
| 16       | Jaime Alguersuari  | Toro Rosso-Ferrari   | 1:28.460 | 1:28.540 |          |
| 17       | Nico Hülkenberg    | Williams-Cosworth    | 1:28.227 | 1:28.841 |          |
| 18       | Vitantonio Liuzzi  | Force India-Mercedes | 1:28.958 |          |          |
| 19       | Jarno Trulli       | Lotus-Cosworth       | 1:30.237 |          |          |
| 20       | Heikki Kovalainen  | Lotus-Cosworth       | 1:30.519 |          |          |
| 21       | Timo Glock         | Virgin-Cosworth      | 1:30.744 |          |          |
| 22       | Bruno Senna        | HRT-Cosworth         | 1:31.266 |          |          |
| 23       | Lucas di Grassi    | Virgin-Cosworth      | 1:31.989 |          |          |
| 24       | Karun Chandhok     | HRT-Cosworth         | 1:32.060 |          |          |

## Futam
A török nagydíj futamát május 30-án tartották.
| Helyezés | Rajtszám | Versenyző          | Csapat/Motor         | Futott kör | Idő/Kiesés oka    | Rajthely | Pont |
| -------- | -------- | ------------------ | -------------------- | ---------- | ----------------- | -------- | ---- |
| 1        | 2        | Lewis Hamilton     | McLaren-Mercedes     | 58         | 1:28:47.620       | 2        | 25   |
| 2        | 1        | Jenson Button      | McLaren-Mercedes     | 58         | +2.645            | 4        | 18   |
| 3        | 6        | Mark Webber        | Red Bull-Renault     | 58         | +24.285           | 1        | 15   |
| 4        | 3        | Michael Schumacher | Mercedes             | 58         | +31.110           | 5        | 12   |
| 5        | 4        | Nico Rosberg       | Mercedes             | 58         | +32.266           | 6        | 10   |
| 6        | 11       | Robert Kubica      | Renault              | 58         | +32.824           | 7        | 8    |
| 7        | 7        | Felipe Massa       | Ferrari              | 58         | +36.635           | 8        | 6    |
| 8        | 8        | Fernando Alonso    | Ferrari              | 58         | +46.544           | 12       | 4    |
| 9        | 14       | Adrian Sutil       | Force India-Mercedes | 58         | +49.029           | 11       | 2    |
| 10       | 23       | Kobajasi Kamui     | Sauber-Ferrari       | 58         | +1:05.650         | 10       | 1    |
| 11       | 22       | Pedro de la Rosa   | Sauber-Ferrari       | 58         | +1:05.944         | 13       |      |
| 12       | 17       | Jaime Alguersuari  | Toro Rosso-Ferrari   | 58         | +1:07.800         | 16       |      |
| 13       | 15       | Vitantonio Liuzzi  | Force India-Mercedes | 57         | +1 kör            | 18       |      |
| 14       | 9        | Rubens Barrichello | Williams-Cosworth    | 57         | +1 kör            | 15       |      |
| 15       | 12       | Vitalij Petrov     | Renault              | 57         | +1 kör            | 9        |      |
| 16       | 16       | Sébastien Buemi    | Toro Rosso-Ferrari   | 57         | +1 kör            | 14       |      |
| 17       | 10       | Nico Hülkenberg    | Williams-Cosworth    | 57         | +1 kör            | 17       |      |
| 18       | 24       | Timo Glock         | Virgin-Cosworth      | 55         | +3 kör            | 21       |      |
| 19       | 25       | Lucas di Grassi    | Virgin-Cosworth      | 55         | +3 kör            | 23       |      |
| 20[1]    | 20       | Karun Chandhok     | HRT-Cosworth         | 52         | üzemanyagpumpa    | 24       |      |
| ki       | 21       | Bruno Senna        | HRT-Cosworth         | 46         | üzemanyagnyomás   | 22       |      |
| ki       | 5        | Sebastian Vettel   | Red Bull-Renault     | 39         | baleset és defekt | 3        |      |
| ki       | 19       | Heikki Kovalainen  | Lotus-Cosworth       | 33         | hidraulika        | 20       |      |
| ki       | 18       | Jarno Trulli       | Lotus-Cosworth       | 32         | hidraulika        | 19       |      |

Megjegyzés:
- ↑ 1:  — Karun Chandhok nem fejezte be a futamot, de helyezését értékelték, mivel teljesítette a versenytáv több, mint 90%-át.

## A világbajnokság állása a verseny után
| H   | Versenyzők         | Pont | H   | Konstruktőrök        | Pont |
| --- | ------------------ | ---- | --- | -------------------- | ---- |
| 1.  | Mark Webber        | 93   | 1.  | McLaren-Mercedes     | 172  |
| 2.  | Jenson Button      | 88   | 2.  | Red Bull-Renault     | 171  |
| 3.  | Lewis Hamilton     | 84   | 3.  | Ferrari              | 146  |
| 4.  | Fernando Alonso    | 79   | 4.  | Mercedes             | 100  |
| 5.  | Sebastian Vettel   | 78   | 5.  | Renault              | 73   |
| 6.  | Robert Kubica      | 67   | 6.  | Force India-Mercedes | 32   |
| 7.  | Felipe Massa       | 67   | 7.  | Williams-Cosworth    | 8    |
| 8.  | Nico Rosberg       | 66   | 8.  | Toro Rosso-Ferrari   | 4    |
| 9.  | Michael Schumacher | 34   | 9.  | Sauber-Ferrari       | 1    |
| 10. | Adrian Sutil       | 22   | 10. | Lotus-Cosworth       | 0    |

(A teljes táblázat)

## Statisztikák
Vezető helyen:
- Mark Webber: 37 (1-15 / 18-39)
- Jenson Button: 3 (16-17 / 48)
- Lewis Hamilton: 18 (40-47 / 48-58)

Lewis Hamilton 12. győzelme, Mark Webber 5. pole-pozíciója, Vitalij Petrov 1. leggyorsabb köre.
- McLaren 167. győzelme.